# Pain de Beaucaire
Le pain de Beaucaire est une spécialité de Beaucaire, qui se présente fendu en son milieu dans le sens de la largeur.

## Historique
Situé sur la rive droite du Rhône, Beaucaire, siège d'une sénéchaussée et jusqu'au début du XIXe siècle, d'une des plus grandes foires d'Europe, a popularisé un pain spécial. Il serait fabriqué depuis le XVe siècle par les fourniers (ancêtres des boulangers) de Beaucaire. Il mêle deux types de farine, la Florence Aurore et le Meunier d'Apt. Ce pain de ville mettait moins de temps à lever et sa fabrication était adaptée à une journée de huit heures.

## Présentation
Fendu en son milieu dans le sens de la largeur, il se caractérise par une mie très alvéolée et une croûte fine. Son goût particulier est dû à son long pétrissage et sa fermentation. Ce pain au levain a l'avantage de se conserver sans durcir à la différence du pain viennois préparé à la levure de bière.